# Isoceraspis duckei
Isoceraspis duckei är en skalbaggsart som beskrevs av Ohaus 1911. Isoceraspis duckei ingår i släktet Isoceraspis och familjen Melolonthidae. Inga underarter finns listade i Catalogue of Life.